# Hanna Kraan
Hanna Kraan (Rotterdam, 24 juli 1946 – Soest, 2 januari 2011) was een Nederlandse kinderboekenschrijfster. Aan de Universiteit van Utrecht studeerde zij Italiaans. Ze was werkzaam aan het Rotterdams Conservatorium als docent Italiaans.

## Levensloop
Hanna Kraan werd vlak na de Tweede Wereldoorlog (op 24 juli 1946) in Rotterdam Delfshaven geboren. Ze had twee broers, een oudere (Jaap) en een jongere (Henk). De kinderen groeiden op in het jongenshuis van haar ouders. In haar jonge jaren speelde Hanna veel met haar kleine broer, totdat ze boeken ontdekte en begon te lezen. Ze was gegrepen door taal. En dat had ze niet van een vreemde, haar vader Hendrik H. Kraan schreef drie spannende verhalen voor jongens: De smokkelexpres, De ijzeren wet en Het ivoren fregat. Na de HBS ging Hanna naar Utrecht om Italiaans te studeren.
Begin jaren ‘70 keerde ze terug naar Rotterdam en werd docent Italiaans aan het conservatorium. Studenten stonden aan de wieg voor veel karakters in haar verhalen. In die tijd schreef ze voor de kinderpagina van het tijdschrift Boerderij, het zijn korte verhaaltjes over dieren: een haas, een egel, een merel en een uil. Toen ze stopte bij het tijdschrift, bewerkte ze haar verhalen tot een voorleesbundel. 
Die bundel werd haar eerste boek: Verhalen van de boze heks, het verscheen in 1990 bij Lemniscaat en is nog altijd haar succesvolste boek. Het werd in 2008 door de Vlaamse Stichting Lezen (tegenwoordig: Iedereen Leest) uitgeroepen tot een van de 99 mooiste kinderboeken aller tijden. 
De boze heks is weer bezig! (1992), Bloemen voor de boze heks (1994), Toveren met de boze heks (1996), De boze heks geeft een feest (2002) en Lang leve de boze heks (2003) werden genomineerd voor de Prijs van de Nederlandse Kinderjury. De illustraties zijn van Annemarie van Haeringen.  
Na de boeken over de boze heks begon Kraan met verhalen over de eekhoorn Krik en zijn vrienden Domper de pad en Melle de merel. Het eerste boek Krik (2005) werd genomineerd voor de Prijs van de Nederlandse Kinderjury. De illustraties in deze reeks zijn van Mies van Hout.
Hier is de boze heks en Ik ben Krik, Krik ben ik zijn in 2021 opgenomen in lijst van de Grote Vriendelijke 100, een toplijst met de favoriete kinderboeken aller tijden. Hier is de boze heks staat op in de top-10, op plek 8 en Ik ben Krik, Krik ben ik staat op plek 36. De verkiezing was een initiatief van Hebban en De Grote Vriendelijke Podcast.
Hanna Kraan schrijft ook een bundel Sinterklaasverhalen: Dansen op het dak (1998).
Kraans uitgever noemde haar bescheiden. Ze wilde schrijven, maar hield niet van de roem die daarbij kwam kijken. Over haar privéleven liet ze niets los. Wat dat betreft leek ze op haar paddenpersonage Domper, die aan de steen waaronder hij woont twee bordjes heeft gehangen: Voor 12 uur niet storen en op het andere na 12 uur niet storen. Toch ging Hanna Kraan er wel op uit om te signeren en met kinderen te praten over haar boeken op basisscholen en in bibliotheken. Ze kon genieten van geschiedenis, schilderijen, muziek en wandelen. Hanna Kraan overleed op 2 januari 2011 aan de gevolgen van kanker, 64 jaar oud. Op 8 januari werd ze in besloten kring gecremeerd.

## Vertalingen
De verhalen van Hanna Kraan zijn vertaald in het Engels, Duits, Frans, Italiaans, Servisch, Sloveens en Japans.

## Televisie en theater
De verhalen over de boze heks zijn door Didi Hovingh en Bob Visser bewerkt tot televisieserie voor Villa Achterwerk van de VPRO. De serie -een schimmenspel- wint in 1997 een Gouden Beeld (een televisieprijs uitgereikt door de Stichting Nederlandse Academy Awards) voor het beste kinderprogramma in de categorie jeugdfictie. En het is bovendien de langstlopende VPRO-kinderserie ooit op de zondagochtend. Alle 49 afleveringen zijn ingesproken door Loes Luca. De serie is in 2012, 2013 en 2014 opnieuw herhaald.

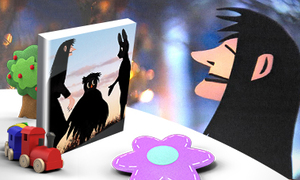
Tv-serie: Verhalen van de boze heks

In 2015 bewerkt Henrike van Engelenburg de boze heks naar een musical, waarin zij de zandtekenaar het decor laat verzorgen. De voorstelling ontvangt vier sterren. Tooske Ragas schrijft het script voor de voorstelling De boze heks en de zandtekenaar.

## Tentoonstelling

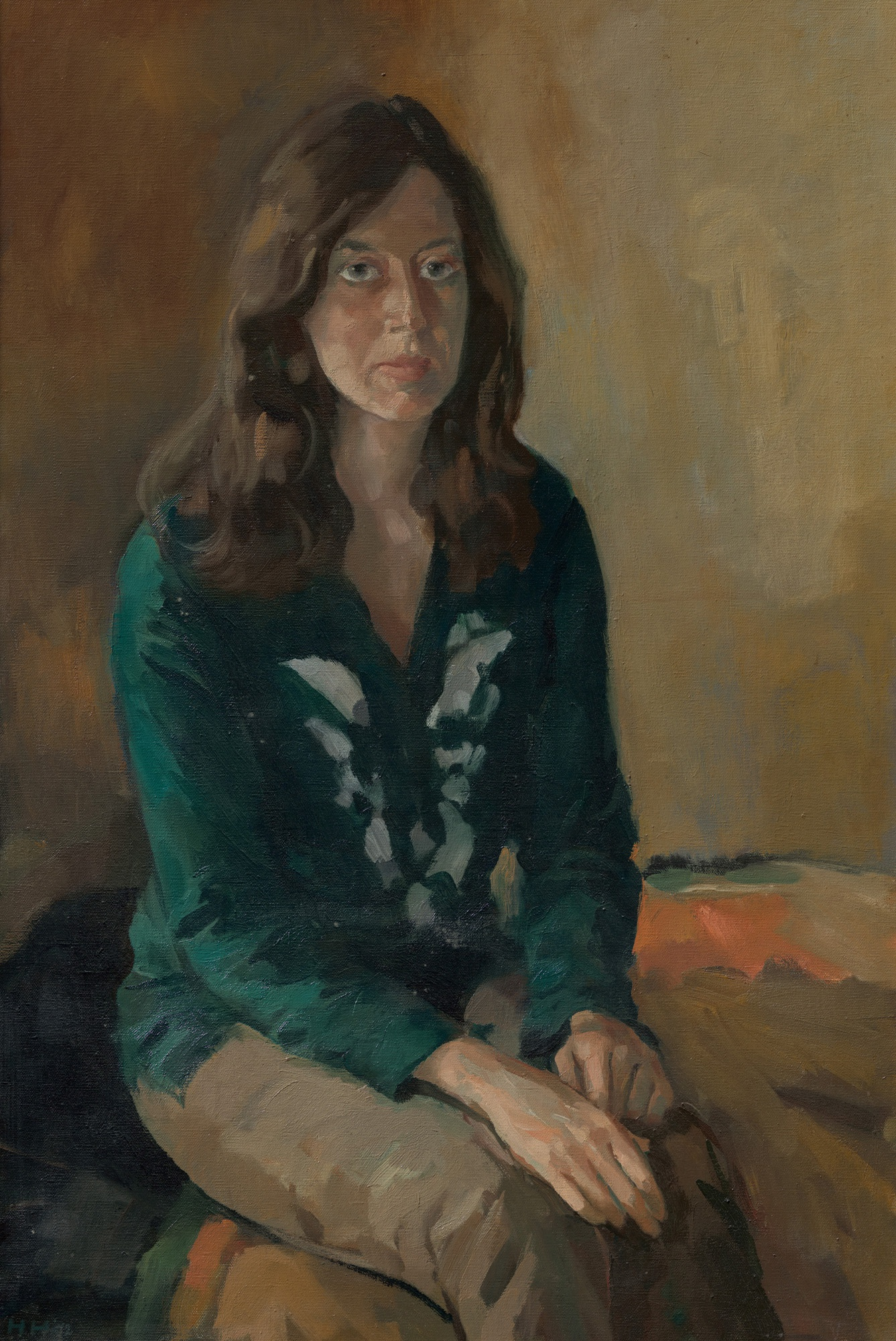
Portret Hanna Kraan door Hans Hazenbroek (1972)

Het Kinderboekenmuseum Den Haag is in 2016 in het bezit gekomen van het literaire archief van Hanna Kraan. De collectie bestaat onder meer uit handschriften en typoscripten, foto’s, boeken met opdrachten, fanmail, persoonlijke documenten als een rapport uit haar mms-tijd en een in 1972 door Hans Hazenbroek geschilderd portret van de schrijfster.  